# Phyllanthus similis
Phyllanthus similis är en emblikaväxtart som beskrevs av Johannes Müller Argoviensis. Phyllanthus similis ingår i släktet Phyllanthus och familjen emblikaväxter. Inga underarter finns listade i Catalogue of Life.